# Formule 1 in 2006

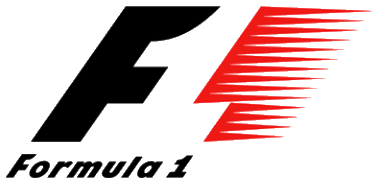
Formule 1 logo

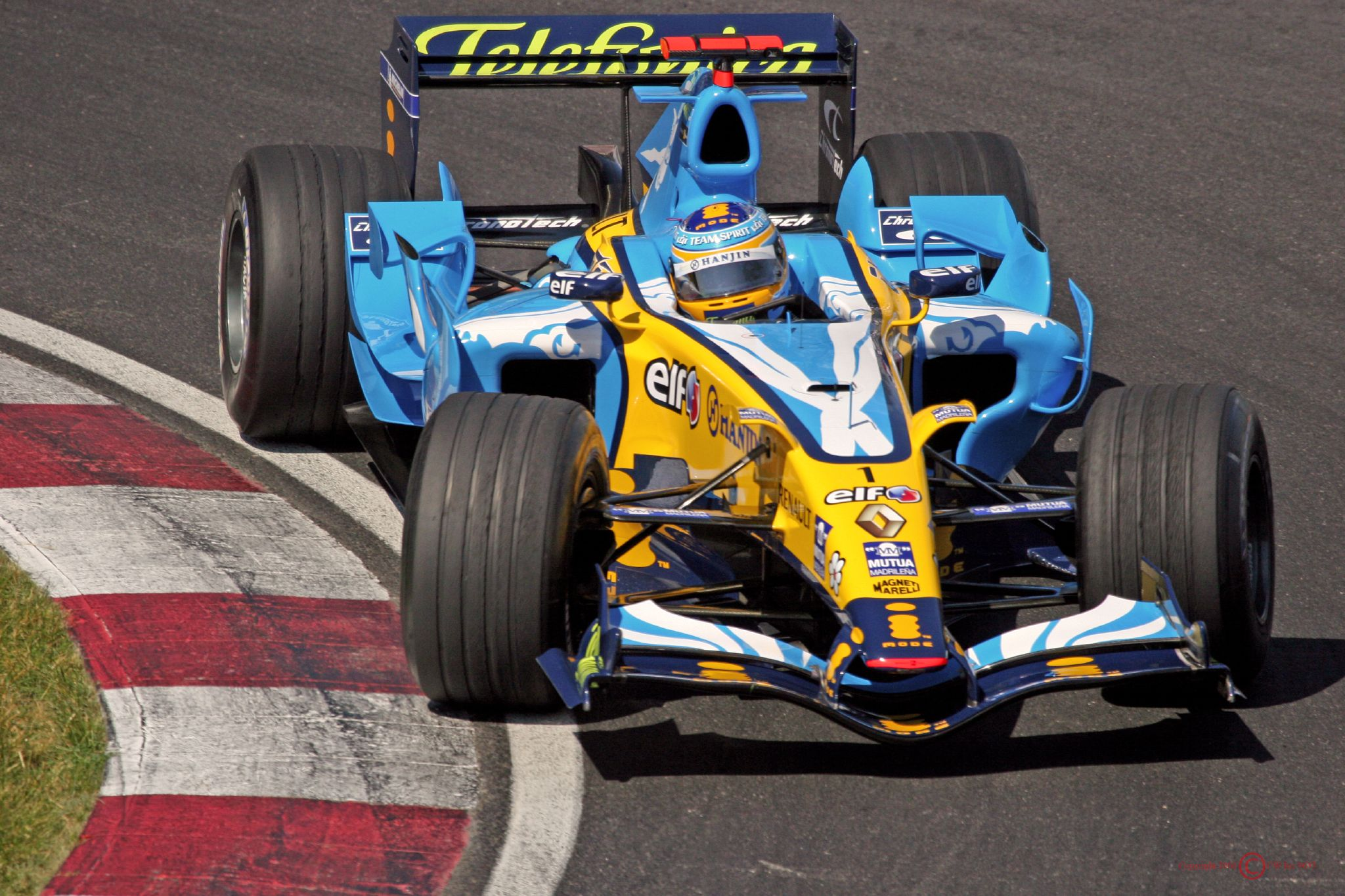
Renault, constructeurskampioen 2006

Het Formule 1-seizoen 2006 was het 57ste seizoen van het FIA Formula One World Championship. Het seizoen startte op 12 maart en eindigde op 22 oktober na achttien races.

## Algemeen

### Technisch reglement

#### Motor
De grootste wijziging ten opzichte van het vorige seizoen zit in de motor. De 3.0 liter V10 wordt vervangen door een 2.4 liter V8, dit om het grote vermogen van bijna 1000 pk terug te brengen naar ongeveer 750 pk. Desondanks mag een van de teams (Scuderia Toro Rosso) de oudere 3.0 liter V10 blijven gebruiken, maar dan wel begrensd (op z'on 16700-17000 tpm). Dit om de kosten van het opnieuw ontwikkelen van de V8 vooralsnog te vermijden, zoals al voor de overname door Red Bull met Minardi was overeengekomen.
De kleinere motor zou geen invloed hebben op het toerental van soms 19.000 tpm, dat het vorige seizoen met de V10 werden gehaald. Sommige fabrikanten beweren dat hun motoren de 19.000 tpm kunnen overtreffen. Dit resulteerde niet in verbeterde rondetijden, want bij tests waren de nieuwe 2006-bolides drie seconden langzamer. De verwachting was dat die marge in de loop van het seizoen sterk terug zou lopen.
De Engelse motor-fabrikant Cosworth, die dit seizoen motoren leverde aan Williams en Scuderia Toro Rosso, claimde als eerste de 20.000 tpm-grens te hebben doorbroken met de nieuwe V8-motoren.

#### Banden
In 2006 zijn de bandenwissels teruggekeerd in de Formule 1. Elke coureur is beperkt tot 14 sets banden per raceweekend. Dit bestaat uit zeven sets banden voor droog weer, vier sets banden voor nat weer en drie sets banden voor extreem weer. De gedachte hierachter is dat de verminderde motoromvang de prestatiewinst compenseert. Het aantal constructeurs dat banden geleverd krijgt van Michelin daalde van zeven naar zes, terwijl Bridgestone steeg van drie naar vijf. Michelin kondigde aan zich na het seizoen 2006 uit het kampioenschap terug te trekken.

### Sportief reglement
Er werd een nieuw kwalificatiesysteem ingevoerd dat bestond uit drie sessies van verschillende lengte. Eerst werd een sessie van 15 minuten gehouden, waarin de zes langzaamste wagens uit die sessie werden geëlimineerd en zo op de gridposities 17-22 belandden. Na een pauze van vijf minuten werd nog een sessie van 15 minuten gehouden met de resterende wagens, en opnieuw werden de zes langzaamste wagens geëlimineerd om op de gridposities 11-16 te belanden. Deze twaalf geëlimineerde coureurs werden in het parc fermé geplaatst, maar mochten hun brandstofverbruik naar eigen inzicht aanpassen. Tijdens een nieuwe pauze van vijf minuten gaven de overige 10 wagens hun brandstofverbruik aan bij de FIA. Een laatste sessie van 20 minuten besliste dan over de top 10-posities op de grid. De teams mochten hun brandstofbelasting laag houden door zoveel mogelijk ronden te rijden en zo hun tijden te verbeteren naarmate het gewicht daalde. Dit werd beschouwd als een verbetering voor het televisiepubliek, omdat de teams zoveel mogelijk ronden moesten rijden om hun brandstofbelasting te verlagen. Na deze sessie werden de beste tien wagens in parc fermé geplaatst en moesten ze hun brandstoflading weer aanvullen tot het niveau aan het begin van de laatste 20 minuten. Vanaf de Grand Prix van Frankrijk van 2006 werd de kwalificatie voor de laatste sessie ingekort tot slechts 15 minuten, waardoor alle sessies even lang werden, en de mogelijkheid voor coureurs om een vliegende ronde te rijden na het vallen van de geblokte vlag gold nu ook voor de eerste twee sessies.

## Kalender

Landen die in 2006 een Grand Prix organiseerden zijn getoond in het groen, voormalige organiserende landen zijn getoond in het donkergrijs.

| GP nr. | Ronde | Grand Prix                 | Circuit                        | Plaats            | Datum        |
| ------ | ----- | -------------------------- | ------------------------------ | ----------------- | ------------ |
| 751    | 1     | GP van Bahrein             | Bahrain International Circuit  | Sakhir            | 12 maart     |
| 752    | 2     | GP van Maleisië            | Sepang International Circuit   | Sepang            | 19 maart     |
| 753    | 3     | GP van Australië           | Albert Park                    | Melbourne         | 2 april      |
| 754    | 4     | GP van San Marino          | Autodromo Enzo e Dino Ferrari  | Imola             | 23 april     |
| 755    | 5     | GP van Europa              | Nürburgring                    | Nürburg           | 7 mei        |
| 756    | 6     | GP van Spanje              | Circuit de Barcelona-Catalunya | Montmeló          | 14 mei       |
| 757    | 7     | GP van Monaco              | Circuit de Monaco              | Monte Carlo       | 28 mei       |
| 758    | 8     | GP van Groot-Brittannië    | Silverstone Circuit            | Silverstone       | 11 juni      |
| 759    | 9     | GP van Canada              | Circuit Gilles Villeneuve      | Montreal (Quebec) | 25 juni      |
| 760    | 10    | GP van de Verenigde Staten | Indianapolis Motor Speedway    | Speedway          | 2 juli       |
| 761    | 11    | GP van Frankrijk           | Circuit de Nevers Magny-Cours  | Magny-Cours       | 16 juli      |
| 762    | 12    | GP van Duitsland           | Hockenheimring                 | Hockenheim        | 30 juli      |
| 763    | 13    | GP van Hongarije           | Hungaroring                    | Mogyoród          | 6 augustus   |
| 764    | 14    | GP van Turkije             | Intercity Istanbul Park        | Tuzla             | 27 augustus  |
| 765    | 15    | GP van Italië              | Autodromo Nazionale Monza      | Monza             | 10 september |
| 766    | 16    | GP van China               | Shanghai International Circuit | Shanghai          | 1 oktober    |
| 767    | 17    | GP van Japan               | Circuit Suzuka                 | Suzuka            | 8 oktober    |
| 768    | 18    | GP van Brazilië            | Autódromo José Carlos Pace     | São Paulo         | 22 oktober   |

### Kalenderwijzigingen in 2006
- De Grand Prix van Bahrein stond voor het eerst als seizoensopener op de kalender van de Formule 1 en verwisselde van plaats op de kalender met de Grand Prix van Australië om een conflict met de Gemenebestspelen in Melbourne te voorkomen.
- De Grand Prix van Europa werd van eind mei naar begin mei verplaatst en vond nu plaats voor de Grand Prix van Spanje en Grand Prix van Monaco.
- De Grand Prix van Groot-Brittannië werd verplaatst van juni naar juli.
- Op 20 januari 2006 maakte Serge Kubla, fractieleider van de MR in het Waals parlement, bekend dat er in 2006 geen Grand Prix van België zou worden gereden.[1]
- De Grand Prix van China en Grand Prix van Brazilië verwisselden van plaats op de kalender waardoor de laatste race van het seizoen in Brazilië werd verreden.

## Ingeschreven teams en coureurs
De volgende teams en coureurs nemen deel aan het FIA Wereldkampioenschap F1 in 2006.
| Inschrijving                                      | Constructeur             | Chassis      | Motor                             | Banden | Nr. | Coureur              | Ronde | Nr. | Coureur vrije training                                                       | Test/reserve coureur                                                 |
| ------------------------------------------------- | ------------------------ | ------------ | --------------------------------- | ------ | --- | -------------------- | ----- | --- | ---------------------------------------------------------------------------- | -------------------------------------------------------------------- |
| Mild Seven Renault F1 Team                        | Renault                  | R26          | Renault RS26 2.4 V8               | M      | 1   | Fernando Alonso      | Alle  |     |                                                                              | Heikki Kovalainen José María López Nelson Piquet jr. Jonathan Cochet |
| Mild Seven Renault F1 Team                        | Renault                  | R26          | Renault RS26 2.4 V8               | M      | 2   | Giancarlo Fisichella | Alle  |     |                                                                              | Heikki Kovalainen José María López Nelson Piquet jr. Jonathan Cochet |
| Team McLaren Mercedes                             | McLaren Mercedes         | MP4-21       | Mercedes FO 108S 2.4 V8           | M      | 3   | Kimi Räikkönen       | Alle  |     |                                                                              | Pedro de la Rosa Gary Paffett Lewis Hamilton                         |
| Team McLaren Mercedes                             | McLaren Mercedes         | MP4-21       | Mercedes FO 108S 2.4 V8           | M      | 4   | Juan Pablo Montoya   | 1-10  |     |                                                                              | Pedro de la Rosa Gary Paffett Lewis Hamilton                         |
| Team McLaren Mercedes                             | McLaren Mercedes         | MP4-21       | Mercedes FO 108S 2.4 V8           | M      | 4   | Pedro de la Rosa     | 11-18 |     |                                                                              | Pedro de la Rosa Gary Paffett Lewis Hamilton                         |
| Scuderia Ferrari Marlboro                         | Ferrari                  | 248 F1       | Ferrari 056 2.4 V8                | B      | 5   | Michael Schumacher   | Alle  |     |                                                                              | Luca Badoer Marc Gené                                                |
| Scuderia Ferrari Marlboro                         | Ferrari                  | 248 F1       | Ferrari 056 2.4 V8                | B      | 6   | Felipe Massa         | Alle  |     |                                                                              | Luca Badoer Marc Gené                                                |
| Panasonic Toyota Racing                           | Toyota                   | TF106 TF106B | Toyota RVX-06 2.4 V8              | B      | 7   | Ralf Schumacher      | Alle  |     |                                                                              | Ricardo Zonta Olivier Panis Andy Soucek                              |
| Panasonic Toyota Racing                           | Toyota                   | TF106 TF106B | Toyota RVX-06 2.4 V8              | B      | 8   | Jarno Trulli         | Alle  |     |                                                                              | Ricardo Zonta Olivier Panis Andy Soucek                              |
| Williams F1 Team                                  | Williams Cosworth        | FW28         | Cosworth CA2006 2.4 V8 4 Series   | B      | 9   | Mark Webber          | Alle  | 35  | Alexander Wurz                                                               | Narain Karthikeyan                                                   |
| Williams F1 Team                                  | Williams Cosworth        | FW28         | Cosworth CA2006 2.4 V8 4 Series   | B      | 10  | Nico Rosberg         | Alle  | 35  | Alexander Wurz                                                               | Narain Karthikeyan                                                   |
| Lucky Strike Honda Racing F1 Team                 | Honda                    | RA106        | Honda RA806E 2.4 V8               | M      | 11  | Rubens Barrichello   | Alle  | 36  | Anthony Davidson                                                             | James Rossiter Marco Andretti                                        |
| Lucky Strike Honda Racing F1 Team                 | Honda                    | RA106        | Honda RA806E 2.4 V8               | M      | 12  | Jenson Button        | Alle  | 36  | Anthony Davidson                                                             | James Rossiter Marco Andretti                                        |
| Red Bull Racing                                   | RBR Ferrari              | RB2          | Ferrari 056 2.4 V8                | M      | 14  | David Coulthard      | Alle  | 37  | Robert Doornbos Michael Ammermüller                                          |                                                                      |
| Red Bull Racing                                   | RBR Ferrari              | RB2          | Ferrari 056 2.4 V8                | M      | 15  | Christian Klien      | 1-15  | 37  | Robert Doornbos Michael Ammermüller                                          |                                                                      |
| Red Bull Racing                                   | RBR Ferrari              | RB2          | Ferrari 056 2.4 V8                | M      | 15  | Robert Doornbos      | 16-18 | 37  | Robert Doornbos Michael Ammermüller                                          |                                                                      |
| BMW Sauber F1 Team                                | BMW Sauber               | F1.06        | BMW P86 2.4 V8                    | M      | 16  | Nick Heidfeld        | Alle  | 38  | Robert Kubica Sebastian Vettel                                               | Marco Holzer                                                         |
| BMW Sauber F1 Team                                | BMW Sauber               | F1.06        | BMW P86 2.4 V8                    | M      | 17  | Jacques Villeneuve   | 1-12  | 38  | Robert Kubica Sebastian Vettel                                               | Marco Holzer                                                         |
| BMW Sauber F1 Team                                | BMW Sauber               | F1.06        | BMW P86 2.4 V8                    | M      | 17  | Robert Kubica        | 13-18 | 38  | Robert Kubica Sebastian Vettel                                               | Marco Holzer                                                         |
| Midland F1 Racing (GP 1-15) Spyker MF1 (GP 16-18) | MF1-Toyota Spyker-Toyota | M16          | Toyota RVX-06 2.4 V8              | B      | 18  | Tiago Monteiro       | Alle  | 39  | Markus Winkelhock Giorgio Mondini Adrian Sutil Alexandre Prémat Ernesto Viso | Roman Rusinov Fabrizio del Monte Adrián Vallés Ronnie Quintarelli    |
| Midland F1 Racing (GP 1-15) Spyker MF1 (GP 16-18) | MF1-Toyota Spyker-Toyota | M16          | Toyota RVX-06 2.4 V8              | B      | 19  | Christijan Albers    | Alle  | 39  | Markus Winkelhock Giorgio Mondini Adrian Sutil Alexandre Prémat Ernesto Viso | Roman Rusinov Fabrizio del Monte Adrián Vallés Ronnie Quintarelli    |
| Scuderia Toro Rosso                               | STR Cosworth             | STR01        | Cosworth TJ2006 3.0 V10 14 Series | M      | 20  | Vitantonio Liuzzi    | Alle  | 40  | Neel Jani                                                                    |                                                                      |
| Scuderia Toro Rosso                               | STR Cosworth             | STR01        | Cosworth TJ2006 3.0 V10 14 Series | M      | 21  | Scott Speed          | Alle  | 40  | Neel Jani                                                                    |                                                                      |
| Super Aguri F1 Team                               | Super Aguri Honda        | SA05 SA06    | Honda RA806E 2.4 V8               | B      | 22  | Takuma Sato          | Alle  | 41  | Franck Montagny Sakon Yamamoto                                               | Yuji Ide                                                             |
| Super Aguri F1 Team                               | Super Aguri Honda        | SA05 SA06    | Honda RA806E 2.4 V8               | B      | 23  | Yuji Ide             | 1-4   | 41  | Franck Montagny Sakon Yamamoto                                               | Yuji Ide                                                             |
| Super Aguri F1 Team                               | Super Aguri Honda        | SA05 SA06    | Honda RA806E 2.4 V8               | B      | 23  | Franck Montagny      | 5-11  | 41  | Franck Montagny Sakon Yamamoto                                               | Yuji Ide                                                             |
| Super Aguri F1 Team                               | Super Aguri Honda        | SA05 SA06    | Honda RA806E 2.4 V8               | B      | 23  | Sakon Yamamoto       | 12-18 | 41  | Franck Montagny Sakon Yamamoto                                               | Yuji Ide                                                             |

### Veranderingen bij de teams in 2006
- In februari stapt ontwerper Adrian Newey over van McLaren naar Red Bull Racing.
- Het Midland-team verandert van naam en zal vanaf dit seizoen Midland heten. Tijdens de GP van Italië werd het team overgenomen door het M-consortium onder leiding van Michiel Mol. Autofabrikant Spyker wordt de naamgever van het team. Vanaf de GP van Italië heet het team Spyker MF1. Het logo van Spyker komt op de neus van de auto en de achtervleugel draagt de naam van het merk.
- Williams en BMW zijn twee aparte teams geworden en Williams vervangt de BMW-motoren door Cosworth-motoren.
- Het Duitse BMW heeft het Sauber-team overgenomen en zal zich volledig gaan concentreren op hun eigen team, genaamd BMW Sauber. Dit betekent eveneens het einde van de motorendeal van Sauber met Scuderia Ferrari.
- Red Bull Racing heeft het team van Minardi overgenomen en krijgt daarmee, naast Red Bull, een tweede team op de startgrid, de naam van het team zal veranderen in Scuderia Toro Rosso, de Italiaanse vertaling van Team Red Bull.
- Er komt een elfde team: Super Aguri. Men rijdt voorlopig met een auto gebaseerd op een vier jaar oud Arrows chassis.
- BAR-Honda wordt Honda omdat het niet meer wordt gesponsord door British American Tobacco.

### Veranderingen bij de coureurs in 2006
- De Braziliaan Rubens Barrichello verlaat na zes seizoenen Ferrari en stapt over naar Honda. Hij wordt vervangen door zijn landgenoot Felipe Massa, die tot en met 2005 voor het team van Sauber reed.
- De Duitser Nick Heidfeld verlaat na één jaar het Williams-team en volgt de motoren van BMW naar het BMW Sauber-team.
- Bij Williams wordt Heidfeld vervangen door z'n landgenoot Nico Rosberg, zoon van de Finse kampioen van 1982: Keke Rosberg.
- Tiago Monteiro en de Eindhovenaar Christijan Albers verlaten respectievelijk Jordan en Minardi, en zijn samen de eerste twee rijders van het nieuwe Midland-team. In het geval van Monteiro is het eigenlijk min of meer zitten blijven.
- Vitantonio Liuzzi (die van het 'hoofd-team' Red Bull overkomt) en nieuwkomer Scott Speed, vormen samen het Italiaanse Scuderia Toro Rosso.
- Bij het Japanse Super Aguri F1 komt Takuma Sato over van BAR-Honda, en nieuw in de Formule 1 is Yuji Ide, die het tweede stoeltje bezet. Deze werd na vier wedstrijden weer door testrijder Franck Montagny vervangen. (Ide werd zijn licentie ontnomen), die bij de twaalfde race zijn plaats weer moet afstaan aan Sakon Yamamoto.
- Na tien races verlaat Juan Pablo Montoya het team van McLaren. Zijn plaats wordt ingenomen door testrijder Pedro de la Rosa.
- Voor de dertiende race (GP van Hongarije) nam Robert Kubica (testrijder van BMW Sauber), de plaats in van Jacques Villeneuve die nog niet voldoende was hersteld van de verwondingen die hij opliep bij een crash op Hockenheim. Kubica werd daarmee de eerste Pool in de Formule 1. Na de race werd bekendgemaakt dat Villeneuve's contract met onmiddellijke ingang beëindigd was.
- De plaats van Christian Klien bij Red Bull Racing zal voor de laatste drie races worden ingenomen door de Nederlandse coureur Robert Doornbos.

## Resultaten en klassementen

### Grands Prix
| Ronde | Grand Prix                 | Poleposition         | Winnende coureur     | Winnende constructeur | Snelste ronde      | Verslag |
| ----- | -------------------------- | -------------------- | -------------------- | --------------------- | ------------------ | ------- |
| 1     | GP van Bahrein             | Michael Schumacher   | Fernando Alonso      | Renault               | Nico Rosberg       | Verslag |
| 2     | GP van Maleisië            | Giancarlo Fisichella | Giancarlo Fisichella | Renault               | Fernando Alonso    | Verslag |
| 3     | GP van Australië           | Jenson Button        | Fernando Alonso      | Renault               | Kimi Räikkönen     | Verslag |
| 4     | GP van San Marino          | Michael Schumacher   | Michael Schumacher   | Ferrari               | Fernando Alonso    | Verslag |
| 5     | GP van Europa              | Fernando Alonso      | Michael Schumacher   | Ferrari               | Michael Schumacher | Verslag |
| 6     | GP van Spanje              | Fernando Alonso      | Fernando Alonso      | Renault               | Felipe Massa       | Verslag |
| 7     | GP van Monaco              | Fernando Alonso      | Fernando Alonso      | Renault               | Michael Schumacher | Verslag |
| 8     | GP van Groot-Brittannië    | Fernando Alonso      | Fernando Alonso      | Renault               | Fernando Alonso    | Verslag |
| 9     | GP van Canada              | Fernando Alonso      | Fernando Alonso      | Renault               | Kimi Räikkönen     | Verslag |
| 10    | GP van de Verenigde Staten | Michael Schumacher   | Michael Schumacher   | Ferrari               | Michael Schumacher | Verslag |
| 11    | GP van Frankrijk           | Michael Schumacher   | Michael Schumacher   | Ferrari               | Michael Schumacher | Verslag |
| 12    | GP van Duitsland           | Kimi Räikkönen       | Michael Schumacher   | Ferrari               | Michael Schumacher | Verslag |
| 13    | GP van Hongarije           | Kimi Räikkönen       | Jenson Button        | Honda                 | Felipe Massa       | Verslag |
| 14    | GP van Turkije             | Felipe Massa         | Felipe Massa         | Ferrari               | Michael Schumacher | Verslag |
| 15    | GP van Italië              | Kimi Räikkönen       | Michael Schumacher   | Ferrari               | Kimi Räikkönen     | Verslag |
| 16    | GP van China               | Fernando Alonso      | Michael Schumacher   | Ferrari               | Fernando Alonso    | Verslag |
| 17    | GP van Japan               | Felipe Massa         | Fernando Alonso      | Renault               | Fernando Alonso    | Verslag |
| 18    | GP van Brazilië            | Felipe Massa         | Felipe Massa         | Ferrari               | Michael Schumacher | Verslag |

### Puntentelling
Punten werden toegekend aan de top acht geklasseerde coureurs.
| Positie | 01e0 | 02e0 | 03e0 | 04e0 | 05e0 | 06e0 | 07e0 | 08e0 |
| Punten  | 10   | 8    | 6    | 5    | 4    | 3    | 2    | 1    |

### Klassement bij de coureurs
| Pos. | Coureur              | Grands Prix | Grands Prix | Grands Prix | Grands Prix | Grands Prix | Grands Prix | Grands Prix | Grands Prix | Grands Prix | Grands Prix | Grands Prix | Grands Prix | Grands Prix | Grands Prix | Grands Prix | Grands Prix | Grands Prix | Grands Prix | Punten |
| Pos. | Coureur              | BHR         | MAL         | AUS         | SMR         | EUR         | SPA         | MON         | GBR         | CAN         | VST         | FRA         | DUI         | HON         | TUR         | ITA         | CHN         | JAP         | BRA         | Punten |
| ---- | -------------------- | ----------- | ----------- | ----------- | ----------- | ----------- | ----------- | ----------- | ----------- | ----------- | ----------- | ----------- | ----------- | ----------- | ----------- | ----------- | ----------- | ----------- | ----------- | ------ |
| 1    | Fernando Alonso      | 1           | 2S          | 1           | 2S          | 2P          | 1P          | 1P          | 1PS         | 1P          | 5           | 2           | 5           | DNF         | 2           | DNF         | 2PS         | 1S          | 2           | 134    |
| 2    | Michael Schumacher   | 2P          | 6           | DNF         | 1P          | 1S          | 2           | 5S          | 2           | 2           | 1PS         | 1PS         | 1S          | 8†          | 3S          | 1           | 1           | DNF         | 4S          | 121    |
| 3    | Felipe Massa         | 9           | 5           | DNF         | 4           | 3           | 4S          | 9           | 5           | 5           | 2           | 3           | 2           | 7S          | 1P          | 9           | DNF         | 2P          | 1P          | 80     |
| 4    | Giancarlo Fisichella | DNF         | 1P          | 5           | 8           | 6           | 3           | 6           | 4           | 4           | 3           | 6           | 6           | DNF         | 6           | 4           | 3           | 3           | 6           | 72     |
| 5    | Kimi Räikkönen       | 3           | DNF         | 2S          | 5           | 4           | 5           | DNF         | 3           | 3S          | DNF         | 5           | 3P          | DNFP        | DNF         | 2PS         | DNF         | 5           | 5           | 65     |
| 6    | Jenson Button        | 4           | 3           | 10P†        | 7           | DNF         | 6           | 11          | DNF         | 9           | DNF         | DNF         | 4           | 1           | 4           | 5           | 4           | 4           | 3           | 56     |
| 7    | Rubens Barrichello   | 15          | 10          | 7           | 10          | 5           | 7           | 4           | 10          | DNF         | 6           | DNF         | DNF         | 4           | 8           | 6           | 6           | 12          | 7           | 30     |
| 8    | Juan Pablo Montoya   | 5           | 4           | DNF         | 3           | DNF         | DNF         | 2           | 6           | DNF         | DNF         |             |             |             |             |             |             |             |             | 26     |
| 9    | Nick Heidfeld        | 12          | DNF         | 4           | 13          | 10          | 8           | 7           | 7           | 7           | DNF         | 8           | DNF         | 3           | 14          | 8           | 7           | 8           | 17†         | 23     |
| 10   | Ralf Schumacher      | 14          | 8           | 3           | 9           | DNF         | DNF         | 8           | DNF         | DNF         | DNF         | 4           | 9           | 6           | 7           | 15          | DNF         | 7           | DNF         | 20     |
| 11   | Pedro de la Rosa     |             |             |             |             |             |             |             |             |             |             | 7           | DNF         | 2           | 5           | DNF         | 5           | 11          | 8           | 19     |
| 12   | Jarno Trulli         | 16          | 9           | DNF         | DNF         | 9           | 10          | 17†         | 11          | 6           | 4           | DNF         | 7           | 12†         | 9           | 7           | DNF         | 6           | DNF         | 15     |
| 13   | David Coulthard      | 10          | DNF         | 8           | DNF         | DNF         | 14          | 3           | 12          | 8           | 7           | 9           | 11          | 5           | 15†         | 12          | 9           | DNF         | DNF         | 14     |
| 14   | Mark Webber          | 6           | DNF         | DNF         | 6           | DNF         | 9           | DNF         | DNF         | 12          | DNF         | DNF         | DNF         | DNF         | 10          | 10          | 8           | DNF         | DNF         | 7      |
| 15   | Jacques Villeneuve   | DNF         | 7           | 6           | 12          | 8           | 12          | 14          | 8           | DNF         | DNF         | 11          | DNF         |             |             |             |             |             |             | 7      |
| 16   | Robert Kubica        |             |             |             |             |             |             |             |             |             |             |             |             | DSQ         | 12          | 3           | 13          | 9           | 9           | 6      |
| 17   | Nico Rosberg         | 7S          | DNF         | DNF         | 11          | 7           | 11          | DNF         | 9           | DNF         | 9           | 14          | DNF         | DNF         | DNF         | DNF         | 11          | 10          | DNF         | 4      |
| 18   | Christian Klien      | 8           | DNF         | DNF         | DNF         | DNF         | 13          | DNF         | 14          | 11          | DNF         | 12          | 8           | DNF         | 11          | 11          |             |             |             | 2      |
| 19   | Vitantonio Liuzzi    | 11          | 11          | DNF         | 14          | DNF         | 15†         | 10          | 13          | 13          | 8           | 13          | 10          | DNF         | DNF         | 14          | 10          | 14          | 13          | 1      |
| 20   | Scott Speed          | 13          | DNF         | 9           | 15          | 11          | DNF         | 13          | DNF         | 10          | DNF         | 10          | 12          | 11          | 13          | 13          | 14          | 18†         | 11          | 0      |
| 21   | Tiago Monteiro       | 17          | 13          | DNF         | 16          | 12          | 16          | 15          | 16          | 14          | DNF         | DNF         | DSQ         | 9           | DNF         | DNF         | DNF         | 16          | 15          | 0      |
| 22   | Christijan Albers    | DNF         | 12          | 11          | DNF         | 13          | DNF         | 12          | 15          | DNF         | DNF         | 15          | DSQ         | 10          | DNF         | 17          | 15          | DNF         | 14          | 0      |
| 23   | Takuma Sato          | 18          | 14          | 12          | DNF         | DNF         | 17          | DNF         | 17          | 15†         | DNF         | DNF         | DNF         | 13          | NC          | 16          | DSQ         | 15          | 10          | 0      |
| 24   | Robert Doornbos      |             |             |             |             |             |             |             |             |             |             |             |             |             |             |             | 12          | 13          | 12          | 0      |
| 25   | Yuji Ide             | DNF         | DNF         | 13          | DNF         |             |             |             |             |             |             |             |             |             |             |             |             |             |             | 0      |
| 26   | Sakon Yamamoto       |             |             |             |             |             |             |             |             |             |             |             | DNF         | DNF         | DNF         | DNF         | 16          | 17          | 16          | 0      |
| 27   | Franck Montagny      |             |             |             |             | DNF         | DNF         | 16          | 18          | DNF         | DNF         | 16          |             |             |             |             |             |             |             | 0      |
| Pos. | Coureur              | BHR         | MAL         | AUS         | SMR         | EUR         | SPA         | MON         | GBR         | CAN         | VST         | FRA         | DUI         | HON         | TUR         | ITA         | CHN         | JAP         | BRA         | Punten |
| Pos. | Coureur              | Grands Prix |             |             |             |             |             |             |             |             |             |             |             |             |             |             |             |             |             | Punten |

| Resultaat                       |
| ------------------------------- |
| Winnaar                         |
| Tweede plaats                   |
| Derde plaats                    |
| Gefinisht (punten behaald)      |
| Gefinisht (geen punten behaald) |
| Niet geklasseerd (NC)           |
| Uitgevallen (DNF)               |
| Niet gekwalificeerd (DNQ)       |
| Gediskwalificeerd (DSQ)         |
| Niet gestart (DNS)              |
| Gewond (INJ)                    |
| Uitgesloten (EX)                |
| Teruggetrokken (WD)             |
| Niet deelgenomen (blanco cel)   |
| P Pole position                 |
| S Snelste ronde                 |

† — Coureur is niet gefinisht in de GP, maar heeft wel 90% van de race-afstand afgelegd, waardoor hij als geklasseerd genoteerd staat.

### Klassement bij de constructeurs
| Pos. | Constructeur       | Nr. | Grands Prix | Grands Prix | Grands Prix | Grands Prix | Grands Prix | Grands Prix | Grands Prix | Grands Prix | Grands Prix | Grands Prix | Grands Prix | Grands Prix | Grands Prix | Grands Prix | Grands Prix | Grands Prix | Grands Prix | Grands Prix | Punten |
| Pos. | Constructeur       | Nr. | BHR         | MAL         | AUS         | SMR         | EUR         | SPA         | MON         | GBR         | CAN         | VST         | FRA         | DUI         | HON         | TUR         | ITA         | CHN         | JAP         | BRA         | Punten |
| ---- | ------------------ | --- | ----------- | ----------- | ----------- | ----------- | ----------- | ----------- | ----------- | ----------- | ----------- | ----------- | ----------- | ----------- | ----------- | ----------- | ----------- | ----------- | ----------- | ----------- | ------ |
| 1    | Renault            | 1   | 1           | 2S          | 1           | 2S          | 2P          | 1P          | 1P          | 1PS         | 1P          | 5           | 2           | 5           | DNF         | 2           | DNF         | 2PS         | 1S          | 2           | 206    |
| 1    | Renault            | 2   | DNF         | 1P          | 5           | 8           | 6           | 3           | 6           | 4           | 4           | 3           | 6           | 6           | DNF         | 6           | 4           | 3           | 3           | 6           | 206    |
| 2    | Ferrari            | 5   | 2P          | 6           | DNF         | 1P          | 1S          | 2           | 5S          | 2           | 2           | 1PS         | 1PS         | 1S          | 8†          | 3S          | 1           | 1           | DNF         | 4S          | 201    |
| 2    | Ferrari            | 6   | 9           | 5           | DNF         | 4           | 3           | 4S          | 9           | 5           | 5           | 2           | 3           | 2           | 7S          | 1P          | 9           | DNF         | 2P          | 1P          | 201    |
| 3    | McLaren-Mercedes   | 3   | 3           | DNF         | 2S          | 5           | 4           | 5           | DNF         | 3           | 3S          | DNF         | 5           | 3P          | DNFP        | DNF         | 2PS         | DNF         | 5           | 5           | 110    |
| 3    | McLaren-Mercedes   | 4   | 5           | 4           | DNF         | 3           | DNF         | DNF         | 2           | 6           | DNF         | DNF         | 7           | DNF         | 2           | 5           | DNF         | 5           | 11          | 8           | 110    |
| 4    | Honda              | 11  | 15          | 10          | 7           | 10          | 5           | 7           | 4           | 10          | DNF         | 6           | DNF         | DNF         | 4           | 8           | 6           | 6           | 12          | 7           | 86     |
| 4    | Honda              | 12  | 4           | 3           | 10P†        | 7           | DNF         | 6           | 11          | DNF         | 9           | DNF         | DNF         | 4           | 1           | 4           | 5           | 4           | 4           | 3           | 86     |
| 5    | BMW Sauber         | 16  | 12          | DNF         | 4           | 13          | 10          | 8           | 7           | 7           | 7           | DNF         | 8           | DNF         | 3           | 14          | 8           | 7           | 8           | 17†         | 36     |
| 5    | BMW Sauber         | 17  | DNF         | 7           | 6           | 12          | 8           | 12          | 14          | 8           | DNF         | DNF         | 11          | DNF         | DSQ         | 12          | 3           | 13          | 9           | 9           | 36     |
| 6    | Toyota             | 7   | 14          | 8           | 3           | 9           | DNF         | DNF         | 8           | DNF         | DNF         | DNF         | 4           | 9           | 6           | 7           | 15          | DNF         | 7           | DNF         | 35     |
| 6    | Toyota             | 8   | 16          | 9           | DNF         | DNF         | 9           | 10          | 17†         | 11          | 6           | 4           | DNF         | 7           | 12†         | 9           | 7           | DNF         | 6           | DNF         | 35     |
| 7    | Red Bull-Ferrari   | 14  | 10          | DNF         | 8           | DNF         | DNF         | 14          | 3           | 12          | 8           | 7           | 9           | 11          | 5           | 15†         | 12          | 9           | DNF         | DNF         | 16     |
| 7    | Red Bull-Ferrari   | 15  | 8           | DNF         | DNF         | DNF         | DNF         | 13          | DNF         | 14          | 11          | DNF         | 12          | 8           | DNF         | 11          | 11          | 12          | 13          | 12          | 16     |
| 8    | Williams-Cosworth  | 9   | 6           | DNF         | DNF         | 6           | DNF         | 9           | DNF         | DNF         | 12          | DNF         | DNF         | DNF         | DNF         | 10          | 10          | 8           | DNF         | DNF         | 11     |
| 8    | Williams-Cosworth  | 10  | 7S          | DNF         | DNF         | 11          | 7           | 11          | DNF         | 9           | DNF         | 9           | 14          | DNF         | DNF         | DNF         | DNF         | 11          | 10          | DNF         | 11     |
| 9    | Toro Rosso-Ferrari | 20  | 11          | 11          | DNF         | 14          | DNF         | 15†         | 10          | 13          | 13          | 8           | 13          | 10          | DNF         | DNF         | 14          | 10          | 14          | 13          | 1      |
| 9    | Toro Rosso-Ferrari | 21  | 13          | DNF         | 9           | 15          | 11          | DNF         | 13          | DNF         | 10          | DNF         | 10          | 12          | 11          | 13          | 13          | 14          | 18†         | 11          | 1      |
| 10   | Midland-Toyota     | 18  | 17          | 13          | DNF         | 16          | 12          | 16          | 15          | 16          | 14          | DNF         | DNF         | DSQ         | 9           | DNF         | DNF         | DNF         | 16          | 15          | 0      |
| 10   | Midland-Toyota     | 19  | DNF         | 12          | 11          | DNF         | 13          | DNF         | 12          | 15          | DNF         | DNF         | 15          | DSQ         | 10          | DNF         | 17          | 15          | DNF         | 14          | 0      |
| 11   | Super Aguri-Honda  | 22  | 18          | 14          | 12          | DNF         | DNF         | 17          | DNF         | 17          | 15†         | DNF         | DNF         | DNF         | 13          | NC          | 16          | DSQ         | 15          | 10          | 0      |
| 11   | Super Aguri-Honda  | 23  | DNF         | DNF         | 13          | DNF         | DNF         | DNF         | 16          | 18          | DNF         | DNF         | 16          | DNF         | DNF         | DNF         | DNF         | 16          | 17          | 16          | 0      |
| Pos. | Constructeur       | Nr. | BHR         | MAL         | AUS         | SMR         | EUR         | SPA         | MON         | GBR         | CAN         | VST         | FRA         | DUI         | HON         | TUR         | ITA         | CHN         | JAP         | BRA         | Punten |
| Pos. | Constructeur       | Nr. | Grands Prix |             |             |             |             |             |             |             |             |             |             |             |             |             |             |             |             |             | Punten |

| Resultaat                       |
| ------------------------------- |
| Winnaar                         |
| Tweede plaats                   |
| Derde plaats                    |
| Gefinisht (punten behaald)      |
| Gefinisht (geen punten behaald) |
| Niet geklasseerd (NC)           |
| Uitgevallen (DNF)               |
| Niet gekwalificeerd (DNQ)       |
| Gediskwalificeerd (DSQ)         |
| Niet gestart (DNS)              |
| Gewond (INJ)                    |
| Uitgesloten (EX)                |
| Teruggetrokken (WD)             |
| Niet deelgenomen (blanco cel)   |
| P Pole position                 |
| S Snelste ronde                 |

† — Coureur is niet gefinisht in de GP, maar heeft wel 90% van de race-afstand afgelegd, waardoor hij als geklasseerd genoteerd staat.
1950 · 1951 · 1952 · 1953 · 1954 · 1955 · 1956 · 1957 · 1958 · 1959 · 1960 · 1961 · 1962 · 1963 · 1964 · 1965 · 1966 · 1967 · 1968 · 1969 · 1970 · 1971 · 1972 · 1973 · 1974 · 1975 · 1976 · 1977 · 1978 · 1979 · 1980 · 1981 · 1982 · 1983 · 1984 · 1985 · 1986 · 1987 · 1988 · 1989 · 1990 · 1991 · 1992 · 1993 · 1994 · 1995 · 1996 · 1997 · 1998 · 1999 · 2000 · 2001 · 2002 · 2003 · 2004 · 2005 · 2006 · 2007 · 2008 · 2009 · 2010 · 2011 · 2012 · 2013 · 2014 · 2015 · 2016 · 2017 · 2018 · 2019 · 2020 · 2021 · 2022 · 2023 · 2024 · 2025 · 2026 
 Lijst van Formule 1 Grand Prix-wedstrijden